# Astratodina anteros
Astratodina anteros is een schietmot uit de familie Limnephilidae. De soort komt voor in het Oriëntaals gebied.